# Christian Lohbauer

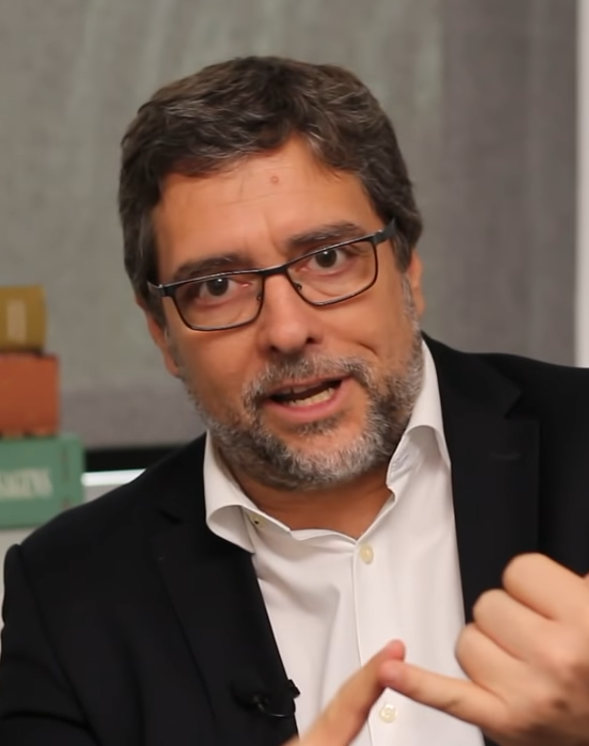
Christian Lohbauer, 2019

Christian Lohbauer (* 5. Januar 1967 in São Paulo) ist ein brasilianischer Politikwissenschaftler, Hochschullehrer und Vizepräsident der 2011 gegründeten liberalen Partido Novo (NOVO, deutsch Neue Partei). Er war Vizepräsidentschaftskandidat für den Partido Novo zu dem Präsidentschaftskandidaten João Amoêdo bei der Präsidentschaftswahl in Brasilien 2018.

## Leben
Lohbauer promovierte in Politikwissenschaft an der Universidade de São Paulo (USP) und war von 1994 bis 1997 Fellow der Konrad-Adenauer-Stiftung an der Universität Bonn. Seit 1998 ist er Professor für Internationale Beziehungen. Er war International Relations Manager der Federação das Indústrias do Estado de São Paulo (FIESP, Industrieverband des Staates São Paulo) zwischen 2002 und 2005. Er war Exekutivpräsident von CitrusBR und Exekutivdirektor der Associação Brasileira de Empresas de Engenharia de Fundações e Geotecnia (ABEF, Brasilianischer Verband der Ingenieurgesellschaften für Grundlagen und Geotechnik). Er lehrte Kurse in Internationalen Beziehungen und Außenhandel an der Universidade Presbiteriana Mackenzie und unterrichtete in weitem Sinne „Internationale Beziehungen“ des Santiago-Dantas-Programms (UNESP/PUC/Unicamp).

## Schriften
Auswahl
- Brasil, Alemanha. Fases de uma parceria, 1964–1999. EdUSP, Konrad-Adenauer-Stiftung, São Paulo 2000, ISBN 85-85535-95-4. Dissertation, Universidade de São Paulo, 1999.
- Enttäuschte Jugendliebe: Finden Brasilien und die Europäische Union zusammen? Konrad-Adenauer-Stiftung, UFRJ, São Paulo, Rio de Janeiro 2002.
- Oportunidades de uma relação complementar entre Brasil e Europa. Konrad-Adenauer-Stiftung, UFRJ, São Paulo Rio de Janeiro 2002.
- História das relações internacionais. II: O século XX. Do declínio europeu à Era Global. 3. Auflage. Vozes, Petrópolis, RJ 2012. (1. Auflage 2005).